# Trittico di santa Colomba
Il Trittico di santa Colomba, Trittico dell'Adorazione dei Magi o Altare di santa Columba è un dipinto del pittore fiammingo Rogier van der Weyden realizzato circa nel 1455 e conservato nell'Alte Pinakothek  di Monaco di Baviera in Germania. 

## Galleria d'immagini

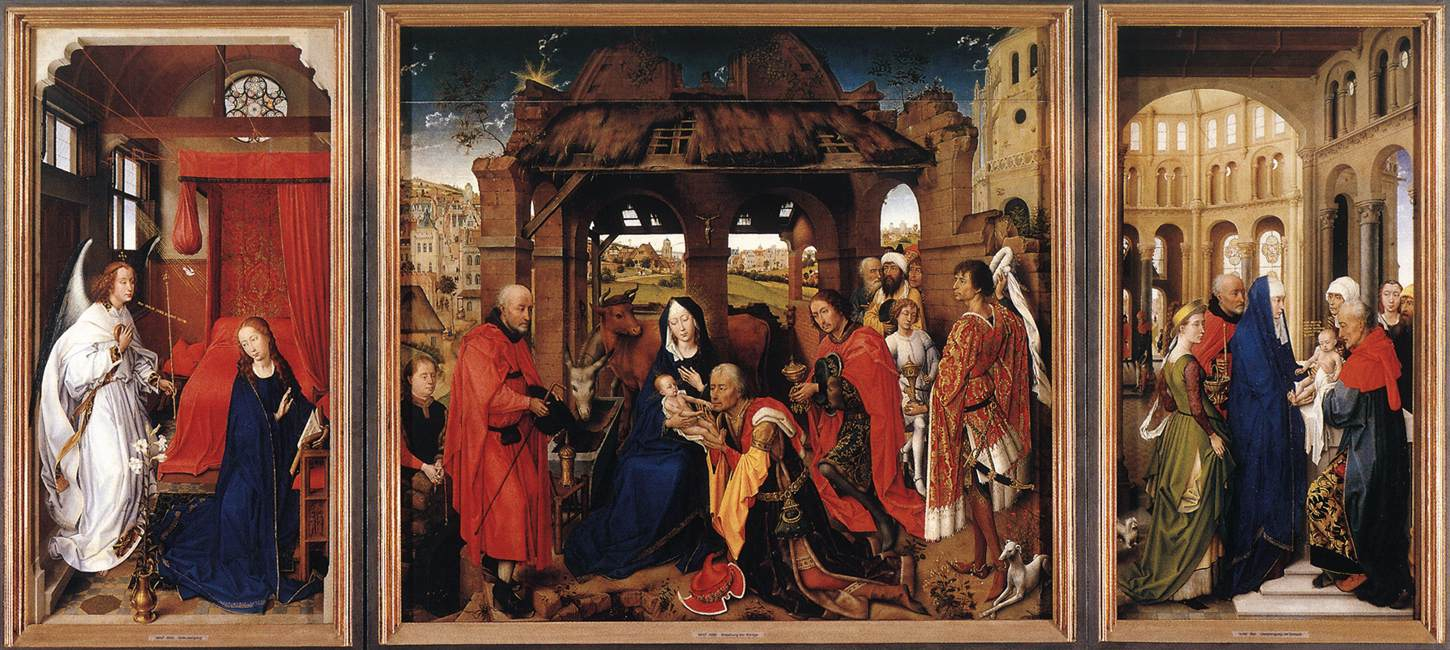

## Storia
La pala fu inclusa come parte dell'inventario del 1801 della Chiesa di santa Colomba a Colonia, esposto nella cappella della famiglia von dem Wasservass, che fu probabilmente fondata nel 1460 da Goddert von dem Wasservass, borgomastro di Colonia. È ragionevole supporre che un residente così importante della città abbia commissionato il dipinto. Secondo Lorne Campbell, in base al numero di copie conosciute, il dipinto probabilmente non ha mai lasciato la cappella privata fino al 1801. Sulpiz e Melchior comprarono il dipinto nel 1808. La loro collezione fu acquisita nel 1827 dall'Alte Pinakothek di Monaco.

## Descrizione
I tre pannelli raffigurano una narrazione evangelica in cui è protagonista Maria: a sinistra l'Annunciazione con l'Arcangelo Gabriele, al centro l'adorazione dei Magi dopo la nascita del Bambino Gesù e a destra la presentazione del neonato al tempio.
L'elegante Annunciazione è ricca di iconografie, come la caduta dell'uomo rappresentata nel finto intaglio sul lato dell'inginocchiatoio al quale Maria si china per le sue devozioni. Nella Natività del pannello centrale un crocefisso è posto dietro la Sacra Famiglia, il donatore è collocato all'estrema sinistra e sullo sfondo si può vedere un vasto paesaggio. L'estrema destra del pannello centrale contiene il terminale dello stesso edificio mostrato nella scena successiva dall'interno, accostando la stalla con il tempio e causando in tal modo un avvicinamento spaziale e temporale innovativo ma stonante. La stalla si trova a Betlemme, il Tempio a Gerusalemme, eppure qui coesistono e funzionano per colmare un divario dall'Antico al Nuovo Testamento. È il primo dipinto fiammingo in cui l'esterno dell'edificio esiste su un pannello e il suo interno sul pannello adiacente. Van der Weyden ha realizzato un metodo estremamente innovativo per spostare una narrazione in modo continuo in questa pala d'altare. La scena della presentazione di Gesù al Tempio si svolge nel nartece di un edificio ottagonale, circondato da archi monumentali, un altro uso audace e innovativo di spazio e prospettiva. 
I pannelli esterni sul retro sono ricoperti di vernice, senza prove che abbiano mai contenuto un ritratto del donatore, che, come già detto, è raffigurato all'estrema sinistra del pannello centrale. 
Il Trittico di santa Colomba fu oggetto di frequenti copie nel XV e XVI secolo, e ispirò alcune delle opere di Hans Memling, tra cui il Trittico Floreins.